# 뉴스와이드 활
뉴스와이드 활은 대한민국에서 월~금 오전 9시 50분~11시 50분에 텔레비전으로 방송되었던 TV조선의 오전 시간대 뉴스 프로그램이다.

## 그 외 TV조선 뉴스 프로그램
- 유연채의 뉴스의 눈
- 뉴스와이드 참
- TV조선 뉴스 판
- TV조선 주말뉴스 토.일

## 동시간대 경쟁 프로그램
- MBN 뉴스광장 (매일방송)
- 신문으로 보는 세상 (채널A)